# Olešná (Načeradec)
Olešná (německy Woleschna) je malá vesnice, část obce Načeradec v okrese Benešov. Nachází se asi jeden kilometr jižně od Načeradce. Prochází zde silnice II/137. V roce 2009 zde bylo evidováno 28 adres. Olešná leží v katastrálním území Olešná u Načeradce o rozloze 5,41 km².

## Historie
První písemná zmínka o vesnici pochází z roku 1397.
Ve vsi Olešná (přísl. Jizbice, Kladina, 128 obyvatel) byly v roce 1932 evidovány tyto živnosti a obchody: velkoobchod dřívím Družiny československých válečných poškozenců, mlýn, šest rolníků.